# Klaus Becker
 (juillet 2023).
Pour les articles homonymes, voir Becker.
Klaus Becker, né en 1934 à Celle (Allemagne) est un juriste et haut fonctionnaire allemand, président du district de Lunebourg entre 1981 et 1990.

## Biographie
Klaus Becker a étudié le droit à l'Université de Fribourg-en-Brisgau et Göttingen. Titulaire d'un doctorat en droit, il a été secrétaire général de la chancellerie du Land de Basse-Saxe ainsi que directeur de cabinet d'Ernst Albrecht, le père d'Ursula von der Leyen. 
De 1981 à 1990, il a été préfet de la Région de Lunebourg. Après la réunification de l'Allemagne, il conseille le Ministre-président de Mecklembourg-Poméranie-Occidentale. Il vit à Hanovre.